# Challenger de Como
El Città di Como Challenger es un torneo de tenis celebrado en Como, Italia desde 2006. El evento forma parte del ATP Challenger Tour y se juega en canchas de polvo de ladrillo.

## Finales anteriores

### Individuales
| Año  | Campeón                 | Finalista             | Resultado        |
| ---- | ----------------------- | --------------------- | ---------------- |
| 2024 | Gabriel Debru           | Ignacio Buse          | 6–1, 2–6, 6–3    |
| 2023 | Thiago Seyboth Wild     | Pedro Martínez        | 5–7, 6–2, 6–3    |
| 2022 | Cedrik-Marcel Stebe     | Francesco Passaro     | 7–6(2), 6–4      |
| 2021 | Juan Manuel Cerúndolo   | Gian Marco Moroni     | 7–5, 7–6(7)      |
| 2020 | No celebrado            | No celebrado          | No celebrado     |
| 2019 | Facundo Mena            | Andrej Martin         | 2–6, 6–4, 6–1    |
| 2018 | Salvatore Caruso        | Christian Garín       | 7–5, 6–4         |
| 2017 | Pedro Sousa             | Marco Cecchinato      | 1–6, 6–2, 6–4    |
| 2016 | Kenny de Schepper       | Marco Cecchinato      | 2–6, 7–6(0), 7–5 |
| 2015 | Andrey Kuznetsov        | Daniel Brands         | 6–4, 6–3         |
| 2014 | Viktor Troicki          | Louk Sorensen         | 6-3, 6-2         |
| 2013 | Pablo Carreño Busta     | Dominic Thiem         | 6-2, 5-7, 6-0    |
| 2012 | Andreas Haider-Maurer   | João Sousa            | 6–3, 6–4         |
| 2011 | Pablo Carreño Busta     | Andreas Beck          | 6–4, 7–6(4)      |
| 2010 | Robin Haase             | Ivo Minář             | 6–4, 6–3         |
| 2009 | Oleksandr Dolgopolov Jr | Juan Martín Aranguren | 7–5, 7–6(5)      |
| 2008 | Diego Junqueira         | Daniel Köllerer       | 2–0, RET.        |
| 2007 | Máximo González         | Christophe Rochus     | 7–6, 6–4         |
| 2006 | Simone Bolelli          | Federico Luzzi        | 4–6, 6–3, 6–2    |

### Dobles
| Año  | Campeones                          | Finalistas                           | Resultado           |
| ---- | ---------------------------------- | ------------------------------------ | ------------------- |
| 2024 | Victor Vlad Cornea Denys Molchanov | Alexandru Jecan Ivan Liutarevich     | 6–2, 6–3            |
| 2023 | Constantin Frantzen Hendrik Jebens | Filip Bergevi Mick Veldheer          | 6–3, 6–4            |
| 2022 | Alexander Erler Lucas Miedler      | Dustin Brown Julian Lenz             | 6–1, 7–6(3)         |
| 2021 | Rafael Matos Felipe Meligeni Alves | Luis David Martínez Andrea Vavassori | 6–7(2), 6–4, [10–6] |
| 2020 | No celebrado                       | No celebrado                         | No celebrado        |
| 2019 | Andre Begemann Florin Mergea       | Fabrício Neis Pedro Sousa            | 5–7, 7–5, [14–12]   |
| 2018 | Andre Begemann Dustin Brown        | Martin Kližan Filip Polášek          | 3–6, 6–4, [10–5]    |
| 2017 | Sander Arends Antonio Šančić       | Aliaksandr Bury Kevin Krawietz       | 7–61, 6–2           |
| 2016 | Roman Jebavý Andrej Martin         | Nils Langer Gerald Melzer            | 3–6, 6–1, [10–5]    |
| 2015 | Gero Kretschmer Alexander Satschko | Kenny de Schepper Maxime Teixeira    | 7–63, 6–4           |
| 2014 | Guido Andreozzi Facundo Argüello   | Steven Diez Enrique López-Pérez      | 6-2, 6-2            |
| 2013 | Rameez Junaid Igor Zelenay         | Marco Crugnola Stefano Ianni         | 7-5, 7-62           |
| 2012 | Philipp Marx Florin Mergea         | Colin Ebelthite Jaroslav Pospíšil    | 6–4, 4–6, [10–4]    |
| 2011 | Federico Delbonis Renzo Olivo      | Martín Alund Facundo Argüello        | 6–1, 6–4            |
| 2010 | Frank Moser David Škoch            | Martin Emmrich Mateusz Kowalczyk     | 5–7, 7–62, [10–5]   |
| 2009 | Marco Crugnola Alessandro Motti    | Treat Conrad Huey Harsh Mankad       | 7–63, 6–3           |
| 2008 | Mariano Hood Alberto Martín        | Guillermo Hormazábal Antonio Veić    | 6–1, 6–4            |
| 2007 | Máximo González Simone Vagnozzi    | Flavio Cipolla Marco Pedrini         | 7–6, 6–4            |
| 2006 | Jamie Delgado Jamie Murray         | Victor Crivoi Gabriel Moraru         | 6–2, 4–6, [10–7]    |